# Рокаверано
Рокаверано (итал. Roccaverano) је насеље у Италији у округу Асти, региону Пијемонт.
Према процени из 2011. у насељу је живело 65 становника. Насеље се налази на надморској висини од 750 м.

## Становништво
Према резултатима пописа становништва 2011. у општини је живело 447 становника.
| 1936. | 1951. | 1961. | 1971. | 1981. | 1991. | 2001. | 2011. |
| ----- | ----- | ----- | ----- | ----- | ----- | ----- | ----- |
| 2.117 | 1.915 | 1.344 | 954   | 786   | 644   | 529   | 447   |